# Missionswerk Mitternachtsruf
Das Missionswerk Mitternachtsruf ist ein evangelikales Missionswerk. Es hat seinen Hauptsitz in Dübendorf in der Schweiz und Zweigsitze in zahlreichen Ländern der Welt, unter anderen in Lottstetten in Deutschland, in Montevideo in Uruguay und Haifa in Israel. Arno Froese leitet den nordamerikanischen Zweig des Missionswerkes.
Die Gemeindeleitung in Dübendorf besteht (2024) aus Jonathan Malgo, Norbert Lieth, Fredy Peter, Samuel Rindlisbacher, Nathanael Winkler, Samuel Ziegler, Thomas Roth und Govert Roos.

## Geschichte
Das Missionswerk wurde 1956 von dem niederländischen Prediger und Eschatologen Wim Malgo (1922–1992) in der Schweiz gegründet. Es ist stark auf die in der Bibel dargestellte Endzeit ausgerichtet und dem christlichen Zionismus verpflichtet.
Der Name „Mitternachtsruf“ geht auf einen Bibelvers im Matthäusevangelium zurück: „Um Mitternacht aber erhob sich lautes Rufen: Siehe, der Bräutigam kommt! Geht hinaus, ihm entgegen!“ (Mt 25,6 ) Darüber hinaus wurden von dem Missionswerk in der Anfangszeit evangelistische Radiosendungen häufig tatsächlich um Mitternacht ausgestrahlt, da sie um diese Zeit kostengünstiger waren. Das Ziel des Missionswerks Mitternachtsruf ist es, die Menschen mit dem Evangelium Jesu Christi zu erreichen und auf sein Wiederkommen hinzuweisen.

## Radioarbeit
Bereits kurz nach der Gründung des Missionswerks wurden einzelne Radiosendungen ab April 1956 über Radio Tanger verbreitet. Zur gleichen Zeit wurde das Programmheft Mitternachtsruf ins Leben gerufen, das sich später zur eigenständigen Missionsschrift entwickelte und sich heute mit rund 140.000 Exemplaren (davon 28.000 in Deutsch) an Radiohörer und andere Interessierte wendet. Die Radiosendungen verbreiteten in Deutsch und einigen weiteren europäischen Sprachen die eschatologisch ausgerichtete Botschaft von Wim Malgo, der das biblische Weltende mehrmals auf die Jahre zwischen 1968 und den 1990er Jahren datiert hatte.
Seit dem Tod Malgos setzt Norbert Lieth die Arbeit fort. Später nutzte das Werk die Frequenzen von Radio Monte Carlo, dann diejenigen von Radio Luxemburg. Mit der Gründung von Radio Neue Hoffnung im Jahr 1998 wurden die Sendungen über dieses Webradio und ab 2005 auch über Satellit verbreitet. Heute werden verschiedene Ereignisse des aktuellen Weltgeschehens, vor allem in Israel, der Europäischen Union, Russland und weiteren Ländern als Zeichen der Endzeit gedeutet und in den Sendungen des Missionswerks und der Zeitschrift thematisiert.

## Periodika
Das Missionswerk gibt neben der monatlich erscheinenden Zeitschrift Mitternachtsruf auch die Zeitschrift Nachrichten aus Israel heraus.